# Мирзешть
Мирзешть (рум. Mîrzești) — село в Оргіївському районі Молдови. Адміністративний центр однойменної комуни, до складу якої також входить село Мирзач.

## Населення
За даними перепису населення 2004 року у селі проживали 824 особи.
Національний склад населення села:
| Національність       | Кількість осіб | Відсоток   |
| -------------------- | -------------- | ---------- |
| молдавани румуни     | 792 18         | 96,1% 2,2% |
| українці             | 12             | 1,5%       |
| росіяни              | 1              | 0,1%       |
| інша / без відповіді | 1              | 0,1%       |
| Всього               | 824            | 100%       |